# 金沢大学環日本海域環境研究センター
金沢大学環日本海域環境研究センター（かなざわだいがくかんにほんかいいきかんきょうけんきゅうセンター、英語: The Institute of Nature and Environmental Technology, Kanazawa University、略称：K-INET）は、金沢大学の研究施設で、環日本海における、産業活動に伴う有害物質を測定し、持続可能な環境保全を目的とする研究所である。本部は金沢大学角間キャンパス南地区に所在する他、いくつかの施設を石川県内諸地域に所有する。
2016年度より共同利用・共同研究拠点に認定されている。2012年7月に臨海実験施設が教育関連共同利用拠点に認定されている。
2007年4月に「金沢大学自然計測応用研究センター」より改称・改組して発足した。
文部科学省が採択した21世紀COEプログラム「環日本海域の環境計測と長期・短期変動予測（モニタリングネットワークの構築と人為的影響の評価）」の研究においては、中核的な研究拠点として機能している。

## 概要
東アジアでは現在、大陸沿岸地域の活発な経済発展により汚染物質の排出が進行している。能登半島は日本海に大きく突出しており、東アジア大陸から越境輸送される物質を最も早くとらえることができる位置にあり、また人為的な影響も少ない地域であることから、その実態の把握には最適な観測拠点である。また、海域においても、東シナ海底層水の対馬海流による日本海への流入を、放射性同位体をトレーサーとして活用することでとらえることができ、海域における有害化学物質等の移動特性を観測することにも地の利がある。
当研究センターは、この特徴を活かすため、珠洲市と輪島市に大気観測スーパーサイト、能登町九十九湾に臨海実験施設、能美市に低レベル放射能実験施設・尾小屋地下測定室、角間キャンパスに、有害有機物の生物への影響を評価することのできる附属植物園といった研究施設を設置しており、これらを活用する研究を行っている。また、中国分室、韓国分室、ロシア分室をそれぞれ、中国科学院大気物理研究所、韓国地質資源研究院、ロシア科学アカデミー極東支部V.I.Il’ichev太平洋海洋研究所内に設置し、国外の教育研究機関との連携による共同研究拠点を形成している。
2012年7月に臨海実験施設が文部科学省教育関連共同利用拠点に認定され、2017年度に「環日本海域の先端的環境・保全学に関する教育共同利用拠点」として再認定されている。また、2016年度より共同利用・共同研究拠点「越境汚染に伴う環境変動に関する国際共同研究拠点」に認定されている。

## 組織

### 研究領域部門
- 大気環境領域
- 海洋環境領域
- 陸域環境領域
- 統合環境領域

### 施設
- 能登大気観測スーパーサイト
  - 珠洲測定局（珠洲市三崎町小泊33-7）
  - 輪島測定局（輪島市西二又町ヲ32）
- 臨海実験施設（鳳珠郡能登町小木ム4-1）
- 附属植物園（角間キャンパス）
- 低レベル放射能実験施設（能美市和気町オ24）
- 尾小屋地下実験室（小松市尾小屋町カ1-1）

## 沿革
- 1949年（昭和24年）5月 理学部附属植物園設立。
- 1958年（昭和33年）4月 理学部附属能登臨海実験所設立。
- 1975年（昭和50年）4月 理学部附属低レベル放射能実験施設設立。
- 1982年（昭和57年）4月 工学部附属電気エネルギー変換実験施設設立。
- 1992年（平成4年）4月 工学部附属電磁場制御実験施設設立。
- 1993年（平成5年）4月 理学部附属能登臨海実験所を理学部附属臨海実験所と名称変更。
- 1995年（平成7年）6月 理学部附属植物園を角間キャンパスに移転。
- 2002年（平成14年）4月 金沢大学自然計測応用研究センター設立。
- 2007年（平成19年）4月 金沢大学環日本海域環境研究センター設立。